# Jarmila Doležalová (spisovatelka)
Jarmila Doležalová (* 1965) je česká spisovatelka, badatelka a publicistka. V roce 2015 pracovala jako scenáristka na filmu České televize Cesty dětí. Dále spolupracovala na filmu Ležáky (ti druzí mrtví). Připravila tři knihy s tematikou druhé světové války, Ležáků a Lidic.
Její matkou je Jarmila Doležalová, rozená Šťulíková, jedno ze dvou dětí, které přežily vyhlazení Ležáků (24. června 1942).

## Dílo

### Knihy
- Ležáky známé i neznámé (2005)
- Křižovatky času - Ležáky v datech (2007)
- Ležáky známé i neznámé (2016)
- Osud jménem Ležáky (2016) – nominace na Literu za nakladatelský čin

### Filmy
- Cesty dětí (2016) – snímek pojednává o cestě lidických dětí po odvlečení, jež pro některé byla opravdu dlouhá a ne všechny se z ní vrátily. Na filmu spolupracovala s režisérem Martinem Vadasem.[3]